# Urzędy dworskie
Urzędy dworskie – w I Rzeczypospolitej zespół urzędów odpowiedzialnych za sprawne funkcjonowanie dworu monarchy.
Urzędy dworskie dzieliły się na:
- urzędy nadworne, związane bezpośrednio z obsługą monarchy, z kolei dzieliły się na:
  - urzędy stołu królewskiego, w ich skład wchodził
    - kuchmistrz wielki koronny
    - kuchmistrz wielki litewski
    - stolnik wielki koronny
    - stolnik wielki litewski
    - podczaszy wielki koronny
    - podczaszy wielki litewski
    - krajczy wielki koronny
    - krajczy wielki litewski
    - podstoli wielki koronny
    - podstoli wielki litewski
    - cześnik koronny
    - cześnik wielki litewski

- - urzędy reprezentujące majestat monarszy, w ich skład wchodził
    - chorąży wielki koronny
    - chorąży wielki litewski
    - miecznik wielki koronny
    - miecznik wielki litewski
    - koniuszy wielki koronny
    - koniuszy wielki litewski
    - łowczy wielki koronny
    - łowczy wielki litewski

- urzędy dworu to:
  -     - marszałek nadworny
    - podkomorzy nadworny
    - łożniczy
    - szambelan
    - prywatny sekretarz  króla
    - sekretarz królewski
    - kapelan
    - kaznodzieja nadworny[1]
    - szafarz
    - śpiżarny
    - piwniczy
    - woźniczy
    - pułkownik rot dworskich
    - kapitan gwardii królewskiej
    - ochmistrz
    - ochmistrzyni.